# The Corrs: Live at Lansdowne Road
The Corrs: Live at Lansdowne Road er en videoudgivelse af det keltiske folkrockband The Corrs. Den blev udgivet d. 27. november på DVD. Lansdowne Roadkoncerten var bandets tilbagevenden foran et publikum på omkring 45.000 og blev den største koncert i The Corrs karriere efter de to platinalbums Forgiven, Not Forgotten, Talk on Corners fire #1-hits ("Forgiven, Not Forgotten", "What Can I Do?", "Dreams", "So Young") og to verdensturneer.

## Spor
1. Intro
2. "Only When I Sleep"
3. "The Right Time
4. "Joy of Life
5. "Forgiven, Not Forgotten
6. "What Can I Do?"
7. "No Frontiers"
8. "Runaway"
9. "Haste to the Wedding"
10. "Secret Life"
11. "Love to Love You"
12. "Queen of Hollywood"
13. Dreams Intro"
14. "Dreams"
15. "I Never Loved You Anyway"
16. "Lough Erin Shore"
17. "Closer"
18. "So Young"
19. "Toss the Feathers"
20. "Credits"

## Ekstramateriale
- The Corrs Live at the Fleadh Music Festival
- The Corrs In Blue dokumentar
- The Corrs Officiel "Breathless" musikvideo